# Lewitzer
Der Lewitzer (oder auch Lewitzer Schecke) ist eine Ponyrasse aus Mecklenburg-Vorpommern.
Hintergrundinformationen zur Pferdebewertung und -zucht finden sich unter: Exterieur, Interieur und Pferdezucht.

## Exterieur
Kopfklein bis mittelgroß; trocken; großes, klares Auge; ausreichend breite Stirn; mittellange Ohren; gerader bis leicht konkaver Nasenrücken; ausreichend Ganaschenfreiheit; leichter, harmonischer Übergang zum Hals.
Halsmittellanger, gut ausgeformter Reitpferdehals; Unterhals unerwünscht
Körperausgeglichene Proportionen – nicht zu lang; ausgeprägter Widerrist, der weit in den Rücken hineinreicht; gut bemuskelte und gelagerte Schulter mit guter Brusttiefe und -breite; gute Sattellage; geschlossene Mittelhand; kurzer, kräftiger Rücken; gut bemuskelte, ausreichend lange, recht breite und mäßig geneigte Kruppe.
Fundamenthart; trocken, kräftig mit gut ausgebildeten Gelenken und Sehnen sowie gut geformten Hufen; korrekte Gliedmaßenausformung und Gliedmaßenstellung.
Hufe
oft helle Farbe
BewegungsablaufRaumgreifend, taktmäßig, fördernd, ausreichend elastisch bei leichter Aktion mit deutlichem Schub aus der Hinterhand.
EinsatzmöglichkeitenVielseitig einsetzbares Fahrpony und Reitpony für Freizeit- und Turniersport im Kinder und Jugendbereich. Sie überzeugen durch ihre Ausdauer, Leistungsbereitschaft und ihr Sprungvermögen. Sie werden daher eingesetzt im Fahrsport, in der Vielseitigkeit, im Springsport und neuerdings im Distanzsport.

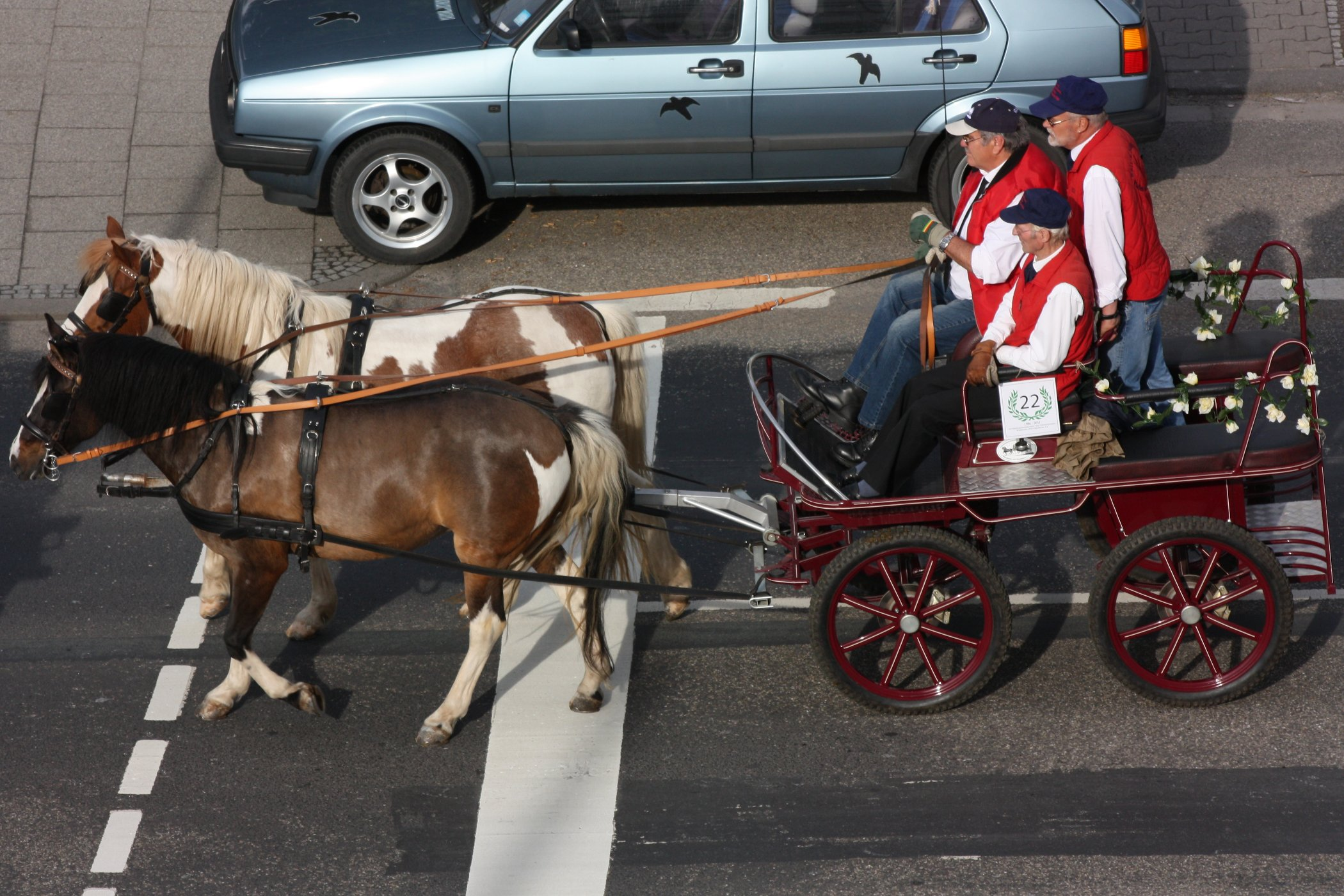

FarbeDie Lewitzer sind überwiegend tobiano-gescheckt. Die Farbvererbung erfolgt dominant und so fallen aus nicht reinerbigen Elterntieren ca. 25 % einfarbige Nachkommen. Über die Farben werden die Lewitzer in die Abteilung A, die ausschließlich Tobianoscheckung (Plattenscheckung) in allen Grundfarben – außer Schimmel – enthält und Abteilung B, die alle anderen Farben außer Overo- und Tigerscheckung enthält, eingeteilt. Einfarbige Stuten werden vollwertig in der Zucht eingesetzt. Einfarbige Hengste können ins Hengstbuch II eingetragen werden. Außer der Farbe teilen die einfarbigen Lewitzer alle anderen Eigenschaften mit ihren bunten Rassevertretern.
Stockmaß130–148 cm

## Interieur
Robust, anspruchslos, umgängliches freundliches Temperament, langlebig, schnelles Regenerationsvermögen, fruchtbar, leistungsbereit.
Haben die Lewitzer ihr Äußeres ihrem Vollbluteinfluss zu verdanken, so stammen ihre Leistungsbereitschaft und ihre guten Reiteigenschaften vom Trakehner. Sie bringen eine gute Springveranlagung mit. Lewitzer benötigten einfühlsame Reiter, die ihr Temperament in richtige Bahnen zu lenken wissen.

## Zuchtgeschichte
Ursprünglich war die Ponyzucht hierzulande wenig verbreitet und erst nach dem Zweiten Weltkrieg wurden allmählich in der DDR kleinere, anspruchslose Pferde für die Bewirtschaftung kleinerer Äcker, aber auch zu Transport- und Freizeitzwecken gezüchtet. Das volkseigene Gut Lewitz bei Neustadt-Glewe kaufte zunächst sieben Ponys aus Gebieten rund um Teterow auf. Da die Kinder des damaligen Direktors Ulrich Scharfenorth von dem Charakter, aber besonders der auffallenden Scheckzeichnung der Ponys begeistert war, wollte man nun gescheckte Ponys („bunte Pferdchen“) züchten. Werner Spengler sorgte für den Ankauf von weiteren Ponys, die den Grundtypen B2 oder B3 des Kleinpferdes der DDR entsprachen, und durch das Aufstellen des ersten Deckhengstes in Scheckfarbe „Salto B 385“ begann die Zucht. 1971 musste die Zucht einen schweren Rückschlag verkraften, da alle Kleinpferdehengste, mit Ausnahme von Haflingern, nicht mehr gekört werden sollten und alte, bereits gekörte Hengste anderer „abgekört“ wurden. Das VEG Lewitz gab aber nicht auf und mit der Hilfe von Prof. Dr. Dr. Schwark wurde dieses Verbot fünf Jahre später gekippt. Nun konnte weitergezüchtet werden. Den Grundstein für die Zucht legten der bereits erwähnte Hengst Salto B 385 mit Poncho B 387 sowie die Stammstuten Liane, Rekja, Resi, Rosi und Soligirl. Es wurden zudem englische und arabische Vollblutpferde und Vertreter einiger Ponyrassen eingekreuzt. Mit der Wiedervereinigung gab es erneute Rückschläge, da das VE Gut Lewitz größtenteils verkauft wurde. Es blieben aber viele alte Mitglieder der Zucht der Scheckponys weiterhin treu und auch Züchter in anderen Bundesländern widmeten sich der Zucht. Ursprünglich sollte der Lewitzer in das Stutbuch der Deutschen Reitponys eingehen, wogegen sich die Züchter aber sträubten. Schließlich wurde der Lewitzer aber doch als eigene Pferderasse anerkannt. Am 1. November 2005 wurde das Zuchtbuch des Lewitzers geschlossen, um die Rasse mehr zu konsolidieren.